# فريتز بونينج
فريتز بونينج (بالإنجليزية: Fritz Buehning) مواليد 5 مارس 1960 في قمة جبل، نيو جيرسي، هو لاعب كرة مضرب أمريكي سابق بدأ مسيرته كمحترف سنة 1972 وكان يلعب باليد اليمنى، اعتزل اللعب في 1986. أعلى تصنيف له في الفردي كان المركز الـ 21 في سنة 1981. أعلى تصنيف له في الزوجي كان المركز الـ 4 في سنة 1983.

## النهائيات

### الفردي (الألقاب 1)
| الحصيلة | الرقم | التاريخ        | الدورة                      | الأرضية | المنافس     | النتيجة       |
| ------- | ----- | -------------- | --------------------------- | ------- | ----------- | ------------- |
| الفوز   | 1.    | 21 ديسمبر 1980 | بطولة سيدني للتنس، أستراليا | صلبة    | براين تيتشر | 6–3, 6–7, 7–6 |

## روابط خارجية
- فريتز بونينج على موقع رابطة محترفي التنس (الإنجليزية)
- فريتز بونينج على موقع الاتحاد الدولي لكرة المضرب (الإنجليزية)
- فريتز بونينج على موقع خلاصة التنس.كوم (الإنجليزية)